# Calanthemis trifasciatus
Calanthemis trifasciatus es una especie de escarabajo longicornio del género Calanthemis, tribu Clytini, subfamilia Cerambycinae. Fue descrita científicamente por Hintz en 1911.

## Descripción
Mide 11-12 milímetros de longitud.

## Distribución
Se distribuye por Ruanda y República Democrática del Congo.